# American Le Mans Series at Long Beach 2012
Navigation
Édition précédente Édition suivante
L'American Le Mans Series at Long Beach 2012 (Tequila Patrón American Le Mans Series at Long Beach), disputé sur le 14 avril 2012 sur le circuit urbain de Long Beach est la deuxième manche de l'American Le Mans Series 2012.

## Circuit

Circuit urbain de Long Beach

Le Grand Prix automobile de Long Beach 2012 se déroulent sur le Circuit urbain de Long Beach situé en Californie. Il s'agit d'un circuit automobile temporaire tracé dans les rues de la ville de Long Beach. Du fait de sa situation urbaine et en bord de mer, le circuit a été surnommé par les médias « Monaco of the West » (« Le Monaco de l'ouest »), en référence au célèbre circuit de Monaco.

## Course

### Classement de la course
Classement final de la course,,.

- Les vainqueurs de chaque catégorie sont signalés par un fond jauni.
- Pour la colonne Pneus, il faut passer le curseur au-dessus du modèle pour connaître le manufacturier de pneumatiques.

| Pos.   | Catégorie | N°  | Écurie                     | Pilotes                                 | Châssis                                 | Pneus | Tours/Abandon |
| Pos.   | Catégorie | N°  | Écurie                     | Pilotes                                 | Moteur                                  | Pneus | Tours/Abandon |
| ------ | --------- | --- | -------------------------- | --------------------------------------- | --------------------------------------- | ----- | ------------- |
| 1      | P1        | 6   | Muscle Milk Pickett Racing | Klaus Graf Lucas Luhr                   | HPD ARX-03a                             | M     | 86            |
| 1      | P1        | 6   | Muscle Milk Pickett Racing | Klaus Graf Lucas Luhr                   | Honda 3.4 L V8                          | M     | 86            |
| 2      | P1        | 16  | Dyson Racing               | Chris Dyson Guy Smith                   | Lola B12/60                             | D     | 86            |
| 2      | P1        | 16  | Dyson Racing               | Chris Dyson Guy Smith                   | Mazda MZR-R 2.0 L I4 Turbo (Isobutanol) | D     | 86            |
| 3      | PC        | 06  | CORE Autosport             | Alex Popow Ryan Dalziel                 | Oreca FLM09                             | M     | 85            |
| 3      | PC        | 06  | CORE Autosport             | Alex Popow Ryan Dalziel                 | Chevrolet LS3 6.2 L V8                  | M     | 85            |
| 4      | PC        | 5   | Muscle Milk Pickett Racing | Memo Gidley Michael Guasch              | Oreca FLM09                             | M     | 84            |
| 4      | PC        | 5   | Muscle Milk Pickett Racing | Memo Gidley Michael Guasch              | Chevrolet LS3 6.2 L V8                  | M     | 84            |
| 5      | PC        | 05  | CORE Autosport             | Colin Braun Jon Bennett                 | Oreca FLM09                             | M     | 84            |
| 5      | PC        | 05  | CORE Autosport             | Colin Braun Jon Bennett                 | Chevrolet LS3 6.2 L V8                  | M     | 84            |
| 6      | GT        | 4   | Corvette Racing            | Oliver Gavin Tommy Milner               | Chevrolet Corvette C6.R GT2             | M     | 84            |
| 6      | GT        | 4   | Corvette Racing            | Oliver Gavin Tommy Milner               | Chevrolet 5.5 L V8                      | M     | 84            |
| 7      | GT        | 56  | BMW Team RLL               | Dirk Müller Joey Hand                   | BMW M3 GT2                              | D     | 84            |
| 7      | GT        | 56  | BMW Team RLL               | Dirk Müller Joey Hand                   | BMW 4.0 L V8                            | D     | 84            |
| 8      | GT        | 01  | Extreme Speed Motorsports  | Scott Sharp Johannes van Overbeek       | Ferrari 458 Italia GT2                  | M     | 84            |
| 8      | GT        | 01  | Extreme Speed Motorsports  | Scott Sharp Johannes van Overbeek       | Ferrari 4.5 L V8                        | M     | 84            |
| 9      | GT        | 3   | Corvette Racing            | Jan Magnussen Antonio García            | Chevrolet Corvette C6.R GT2             | M     | 84            |
| 9      | GT        | 3   | Corvette Racing            | Jan Magnussen Antonio García            | Chevrolet 5.5 L V8                      | M     | 84            |
| 10     | P2        | 055 | Level 5 Motorsports        | Scott Tucker Christophe Bouchut         | HPD ARX-03b                             | D     | 83            |
| 10     | P2        | 055 | Level 5 Motorsports        | Scott Tucker Christophe Bouchut         | Honda HR28TT 2.8 L V6 Turbo             | D     | 83            |
| 11     | GT        | 007 | Aston Martin Racing        | Darren Turner Adrián Fernández          | Aston Martin V8 Vantage GTE             | M     | 83            |
| 11     | GT        | 007 | Aston Martin Racing        | Darren Turner Adrián Fernández          | Aston Martin 4.5 L V8                   | M     | 83            |
| 12     | GT        | 17  | Team Falken Tire (en)      | Bryan Sellers Wolf Henzler              | Porsche 911 GT3 RSR                     | F     | 83            |
| 12     | GT        | 17  | Team Falken Tire (en)      | Bryan Sellers Wolf Henzler              | Porsche 4.0 L Flat-6                    | F     | 83            |
| 13     | GT        | 45  | Flying Lizard Motorsports  | Patrick Long Jörg Bergmeister           | Porsche 911 GT3 RSR                     | M     | 83            |
| 13     | GT        | 45  | Flying Lizard Motorsports  | Patrick Long Jörg Bergmeister           | Porsche 4.0 L Flat-6                    | M     | 83            |
| 14     | GT        | 48  | Paul Miller Racing         | Bryce Miller Sascha Maassen             | Porsche 911 GT3 RSR                     | D     | 83            |
| 14     | GT        | 48  | Paul Miller Racing         | Bryce Miller Sascha Maassen             | Porsche 4.0 L Flat-6                    | D     | 83            |
| 15     | P1        | 20  | Dyson Racing               | Eric Lux Michael Marsal                 | Lola B11/66                             | D     | 83            |
| 15     | P1        | 20  | Dyson Racing               | Eric Lux Michael Marsal                 | Mazda MZR-R 2.0 L I4 Turbo (Isobutanol) | D     | 83            |
| 16     | PC        | 8   | Merchant Services Racing   | Kyle Marcelli Antonio Downs             | Oreca FLM09                             | M     | 83            |
| 16     | PC        | 8   | Merchant Services Racing   | Kyle Marcelli Antonio Downs             | Chevrolet LS3 6.2 L V8                  | M     | 83            |
| 17     | P2        | 37  | Conquest Endurance         | Martin Plowman David Heinemeier Hansson | Morgan LMP2                             | D     | 83            |
| 17     | P2        | 37  | Conquest Endurance         | Martin Plowman David Heinemeier Hansson | Nissan VK45DE 4.5 L V8                  | D     | 83            |
| 18     | PC        | 25  | Dempsey Racing (en)        | Duncan Ende (en) Henri Richard          | Oreca FLM09                             | M     | 82            |
| 18     | PC        | 25  | Dempsey Racing (en)        | Duncan Ende (en) Henri Richard          | Chevrolet LS3 6.2 L V8                  | M     | 82            |
| 19     | P2        | 95  | Level 5 Motorsports        | Scott Tucker Luis Díaz                  | HPD ARX-03b                             | D     | 81            |
| 19     | P2        | 95  | Level 5 Motorsports        | Scott Tucker Luis Díaz                  | Honda HR28TT 2.8 L V6 Turbo             | D     | 81            |
| 20     | GT        | 44  | Flying Lizard Motorsports  | Seth Neiman Marco Holzer                | Porsche 911 GT3 RSR                     | M     | 81            |
| 20     | GT        | 44  | Flying Lizard Motorsports  | Seth Neiman Marco Holzer                | Porsche 4.0 L Flat-6                    | M     | 81            |
| 21     | GT        | 02  | Extreme Speed Motorsports  | Ed Brown Guy Cosmo                      | Ferrari 458 Italia GT2                  | M     | 80            |
| 21     | GT        | 02  | Extreme Speed Motorsports  | Ed Brown Guy Cosmo                      | Ferrari 4.5 L V8                        | M     | 80            |
| 22     | PC        | 52  | PR1/Mathiasen Motorsports  | Butch Leitzinger Rudy Junco, Jr.        | Oreca FLM09                             | M     | 80            |
| 22     | PC        | 52  | PR1/Mathiasen Motorsports  | Butch Leitzinger Rudy Junco, Jr.        | Chevrolet LS3 6.2 L V8                  | M     | 80            |
| 23     | GTC       | 34  | Green Hornet Racing        | Peter LeSaffre Damien Faulkner          | Porsche 911 GT3 Cup                     | Y     | 79            |
| 23     | GTC       | 34  | Green Hornet Racing        | Peter LeSaffre Damien Faulkner          | Porsche 3.8 L Flat-6                    | Y     | 79            |
| 24     | GTC       | 22  | Alex Job Racing            | Leh Keen Cooper MacNeil                 | Porsche 911 GT3 Cup                     | Y     | 79            |
| 24     | GTC       | 22  | Alex Job Racing            | Leh Keen Cooper MacNeil                 | Porsche 3.8 L Flat-6                    | Y     | 79            |
| 25     | GTC       | 11  | JDX Racing                 | Chris Cumming Michael Valiante          | Porsche 911 GT3 Cup                     | Y     | 79            |
| 25     | GTC       | 11  | JDX Racing                 | Chris Cumming Michael Valiante          | Porsche 3.8 L Flat-6                    | Y     | 79            |
| 26     | GTC       | 32  | GMG Racing                 | James Sofronas Alex Welch               | Porsche 911 GT3 Cup                     | Y     | 79            |
| 26     | GTC       | 32  | GMG Racing                 | James Sofronas Alex Welch               | Porsche 3.8 L Flat-6                    | Y     | 79            |
| 27     | GTC       | 66  | TRG                        | Spencer Pumpelly Emilio Di Guida        | Porsche 911 GT3 Cup                     | Y     | 77            |
| 27     | GTC       | 66  | TRG                        | Spencer Pumpelly Emilio Di Guida        | Porsche 3.8 L Flat-6                    | Y     | 77            |
| 28     | GT        | 55  | BMW Team RLL               | Bill Auberlen Jörg Müller               | BMW M3 GT2                              | D     | 71            |
| 28     | GT        | 55  | BMW Team RLL               | Bill Auberlen Jörg Müller               | BMW 4.0 L V8                            | D     | 71            |
| 29     | PC        | 9   | RSR Racing                 | Bruno Junqueira Tomy Drissi             | Oreca FLM09                             | M     | 69            |
| 29     | PC        | 9   | RSR Racing                 | Bruno Junqueira Tomy Drissi             | Chevrolet LS3 6.2 L V8                  | M     | 69            |
| 30 NC  | GT        | 23  | Lotus Alex Job Racing      | Townsend Bell Bill Sweedler             | Lotus Evora GTE                         | Y     | 57            |
| 30 NC  | GT        | 23  | Lotus Alex Job Racing      | Townsend Bell Bill Sweedler             | Toyota-Cosworth 3.5 L V6                | Y     | 57            |
| 31 DNF | GTC       | 24  | Competition Motorsports    | Bob Faieta Michael Avenatti (en)        | Porsche 911 GT3 Cup                     | Y     | 74            |
| 31 DNF | GTC       | 24  | Competition Motorsports    | Bob Faieta Michael Avenatti (en)        | Porsche 3.8 L Flat-6                    | Y     | 74            |
| 32 DNF | PC        | 7   | Merchant Services Racing   | James Kovacic Tony Burgess              | Oreca FLM09                             | M     | 35            |
| 32 DNF | PC        | 7   | Merchant Services Racing   | James Kovacic Tony Burgess              | Chevrolet LS3 6.2 L V8                  | M     | 35            |
| 33 DNF | P2        | 54  | Black Swan Racing          | Tim Pappas Jeroen Bleekemolen           | Lola B11/80                             | D     | 1             |
| 33 DNF | P2        | 54  | Black Swan Racing          | Tim Pappas Jeroen Bleekemolen           | Honda HR28TT 2.8 L V6 Turbo             | D     | 1             |